# Brod (gmina Crna Trava)
Brod (cyr. Брод) – wieś w Serbii, w okręgu jablanickim, w gminie Crna Trava. W 2011 roku liczyła 71 mieszkańców.